# Abadía de Corvey
La abadía imperial de Corvey (en alemán: Fürstabtei Corvey) fue un monasterio benedictino a orillas del río Weser, a dos kilómetros al noreste de Höxter, actualmente en Renania del Norte-Westfalia, Alemania. Entre 1792 y 1821 la abadía fue la sede de la diócesis de Corvey.
En 2014, la Unesco proclamó la abadía de Corvey con su westwerk carolingio como Patrimonio de la Humanidad.

## Historia

Armas de la Abadía de Corvey

Fue fundada en 815 en un lugar llamado Neuhaus por los primos de Carlomagno, Wala y Adelardo con monjes de la abadía de Corbie en Picardía, bajo el patronazgo del emperador Ludovico Pío y el abad de la anterior fundación. De ahí derivó su nombre (en latín: Corbeia nova). En 822 el monasterio fue reconstruido en el lugar actual a orillas del río Weser. Se convirtió en «uno de los santuarios monásticos carolingios más privilegiados de la Sajonia del siglo IX» Se autorizó una ceca ya en 833, aunque las monedas que se han conservado datan de principios del siglo XI. El lugar de la abadía, donde la ruta este-oeste llamada Hellweg cruzaba el Weser, tenía cierta importancia estratégica y aseguraba su importancia económica y cultural. El historiador de la abadía H.H. Kaminsky calcula que la corte real visitó Corvey al menos 110 veces antes de 1073, ocasiones en que se emitieron cartas.
Un diploma emitido por Otón I en 940, el primero de su clase, estableció al abad, Folcmar, en un nuevo tipo de asentamiento. Al abad le permitieron bannus — poderes de policía— sobre la población de campesinos que buscarían refugio en la fortaleza construida en las tierras del monasterio; a cambio, se esperaba que mantuvieran su estructura, bajo la supervisión del abad. La mano de obra bajo protección monástica se tomaba de tres pagos, bajo la jurisdicción de cuadro condes, quienes, sin embargo, no iban a tener derecho a reclamar obra de fortificación de ellos. «He aquí, pues, una sanción provechosa, que rompe con la competencia ordinaria de los condes, confiada al monasterio», señala Karl Leyser.
Bajo la guía de abades escogidos de entre la familia imperial, Corvey recibió los primeros derechos de acuñar monedas al este del Rin (con la excepción de Frisia). Pronto se hizo famosa por su escuela, que produjo muchos eruditos célebres, entre ellos el historiador sajón del siglo X Viduquindo de Corvey. En su biblioteca se conservaron los tres primeros libros de los Anales de Tácito; sin sospecharlo, allí estaban los Libros I-V. De sus claustros salió toda una corriente de misioneros que evangelizaron el norte de Europa, siendo el más destacado de ellos san Ansgar, el «apóstol de Escandinavia». Los Annales Corbenjenses, que surgieron en el mismo scriptorium, son una fuente principal de historia medieval —complementada espuriamente con el falsificado Chronicon Corbejense que apareció en el siglo XIX. Quedan pinturas murales del siglo X en el extremo occidental del muro interior.
Perdura el extremo occidental de la abadía, perteneciente al estilo carolingio, con sus destacadas torres gemelas (construidas en 873—885), la estructura medieval más antigua que se conserva en Westfalia, pero la iglesia abacial es actualmente barroca.

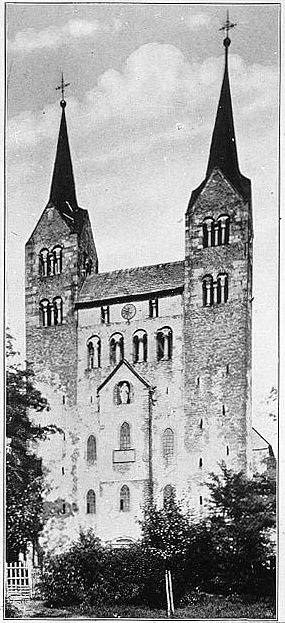
La abadía de Corvey: extremo occidental.

En la querella de las Investiduras, el abad de Corvey se puso junto a los nobles sajones contra Enrique IV. Su abad Markward (desempeñó el cargo entre 1081-1107), «sin duda alguna uno de los más importantes abades de los mil años de historia de la abadía» (Kaminsky) y su sucesor Erkenbert (1107-28) atendieron la abadía a través de este período crítico.
La escuela de Corvey declinó después del siglo XV, pero la abadía en sí, con la mayor parte de sus tierras feudales segregadas de ella, siguió hasta el año 1803, cuando fue secularizada bajo la administración napoleónica y pasó brevemente a Guillermo de la familia de Orange-Nassau, luego al reino de Westfalia de Jerónimo Bonaparte (1807), más tarde a Prusia (1815); el landgrave de Hesse-Rotenburg reconstruyó los edificios de la abadía como un palacio que se ha transmitido al duque de Ratibor.
La famosa biblioteca de la abadía ha desaparecido hace ya mucho tiempo, por haberse dispersado, pero el palacio alberga la «biblioteca principesca» (Fürstliche Bibliothek), una biblioteca de familia aristocrática, que contiene alrededor de 67.000 volúmenes, principalmente en alemán, francés e inglés. Un rasgo sorprendente de la colección es el gran número de novelas románticas inglesas, algunas en ejemplares únicos, pues la ficción británica era más a menudo tomada prestada que comprada, y se leía de forma extensa en bibliotecas de préstamo.